# Веселин Ковачев (физик)
Вижте пояснителната страница за други личности с името Веселин Ковачев.
Веселин Тасев Ковачев е български учен, член на Международната хладилна академия.

## Биография
Роден е на 16 юли 1940 г. в Кунино. Завършва висше образование в Ленинградския технологичен институт по хладилна промишленост (по-късно Санкт-Петербургски държавен университет за нискотемпературни и хранителни технологии – понастоящем част от университета ИТМО). Впоследствие е аспирант на Нобеловия лауреат Пьотър Капица, при когото защитава дисертация за научната степен „кандидат на физико-математическите науки“ (днес – доктор по физика) в Института за физични проблеми в Москва (1970). Избран е за доцент в Института по физика на твърдото тяло (ИФТТ) при БАН през 1977 година, където защитава дисертация за „доктор на физическите науки“ на тема „Дисипативни процеси в свръхпроводящи материали“ (1985). Владее руски и английски език.
Основната му месторабота е ИФТТ на БАН. Заместник-директор е на ИФТТ от 1978 до 1988 година, член е на Научния му съвет, 3 мандата е негов заместник-председател. Създава и ръководи Лаборатория по свръхпроводимост и свръхпроводящи материали в ИФТТ от 1988 до 2003 година. Работи в областта на физиката на ниските температури – свръхпроводимост, свръхпроводими материали (конвенционални и високотемпературни), нискотемпературни свойства на материалите и криогеника. Ръководи създаването на първите български високотемпературни свръхпроводници.
Като хоноруван професор в Техническия университет – София чете лекции по „Криогеника и криогенни технологии“ през 1984 – 1990 година. Като гост професор изнася лекции в редица университети в чужбина. Ръководи докторанти и специализанти в България, консултира докторанти от Великобритания и Япония. Работи в Брукхейвънската национална лаборатория (1979 – 1980) и Тексаската лаборатория за свръхпроводящ суперколайдър (1990 – 1996) в САЩ, в Националната лаборатория по физика на високите енергии и Националния институт по термоядрен синтез (1997 – 2000) в Япония.
Проф. Ковачев е автор и съавтор на 5 книги, над 150 научни публикации и 9 авторски свидетелства.
Член е на Специализирания научен съвет по физика на кондензирана материя при Висшата Атестационна Комисия и на Научния съвет на Международната лаборатория за силни магнитни полета и ниски температури във Вроцлав, Полша. Член е също на редакционните колегии на международните списания Condensed Matter and Materials Communications и IEEE Transactions on Magnetics.
Като признание на неговата работа и научни постижения проф. Ковачев е избран за почетен член на Индийското криогенно дружество, както и за член на Международния хладилен институт (Комисия А1) в Париж и на Международната хладилна академия в Санкт-Петербург. БАН удостоява проф. В. Ковачев с почетните знаци „За заслуги към БАН“ и „Марин Дринов“ на лента „за неговите забележителни постижения в криогенната техника и физиката на свръхпроводимостта“.
Умира на 23 ноември 2015 г. в София.